# 北島角子
北島 角子（きたじま すみこ、1931年5月20日 - 2017年4月9日）は、沖縄県本部町出身の女優である。

## 人物
父は沖縄芝居の役者で劇作家の上間昌成。1939年、家族とともに日本の委任統治下のパラオへ移住。パラオにて女学校へ進学。第二次世界大戦末期は野戦病院で看護師見習いに従事。1946年、米軍の輸送船で沖縄へ引き揚げた。名護高校を卒業ののち役者となった。
- 1981年 第36回文化庁芸術祭賞演劇部門優秀賞[5]
- 1996年 山本安英賞
- 1999年 沖縄県指定無形文化財「琉球歌劇」保持者
- 2012年 沖縄県功労者表彰（伝統芸能・工芸部門）[6][7]
- 2013年 「針突（はぢち）」ニューヨーク公演[8]
- 2016年 旭日双光章受章
- 2017年4月9日午後7時10分、腎細胞がんのため那覇市の病院で死去した。85歳没[1]。

## 出演

### 舞台
- 笛吹きカナシー（儀間比呂志作、前進座）
- 人類館[9]（知念正真作、劇団創造）
- 島口説（しまくどぅち）[10]（謝名元慶福作、沖縄芝居実験劇場）文化庁芸術祭賞演劇部門優秀賞受賞作品
- 針突（はぢち）（上原直彦作、国立劇場おきなわ）[11]

他多数

### ラジオ
- 民謡で今日拝なびら（RBCiラジオ）
- RBCiラジオスペシャル（RBCiラジオ、2014年6月23日 日本国憲法第9条のうちなーぐち朗読）

### テレビ
- 渚に死のうと書いたとき（毎日放送、1976年）

### 映画
- パラダイスビュー（高嶺剛監督作品、1985年）
- 故郷（向井寛監督作品、1999年）
- 愛と藍〜Indigo Love〜（福本幸子監督作品、2012年）
- ひまわり〜沖縄は忘れない あの日の空を〜（及川善弘監督作品、2013年）

## 著書
- 北島角子写真集『命姿（ぬちしがた）』（撮影 根岸ふじ枝）[12]